# Skalica (Beskid Wyspowy)
Skalica (623 m) – szczyt Beskidu Wyspowego. Wraz z Piechówką (623 m) znajduje się w zakończeniu grzbietu, który od szczytu Modyni (1028 m) poprzez Małą Modyń biegnie w stronę południowo-wschodnią i opada w widły Czarnej Wody i jej dopływu – Zakiczańskiego Potoku.
Skalica znajduje się na granicy miejscowości Zagorzyn, Wola Piskulina i Wola Kosnowa. Jest całkowicie porośnięta lasem i nie prowadzi przez nią żaden znakowany szlak turystyczny.

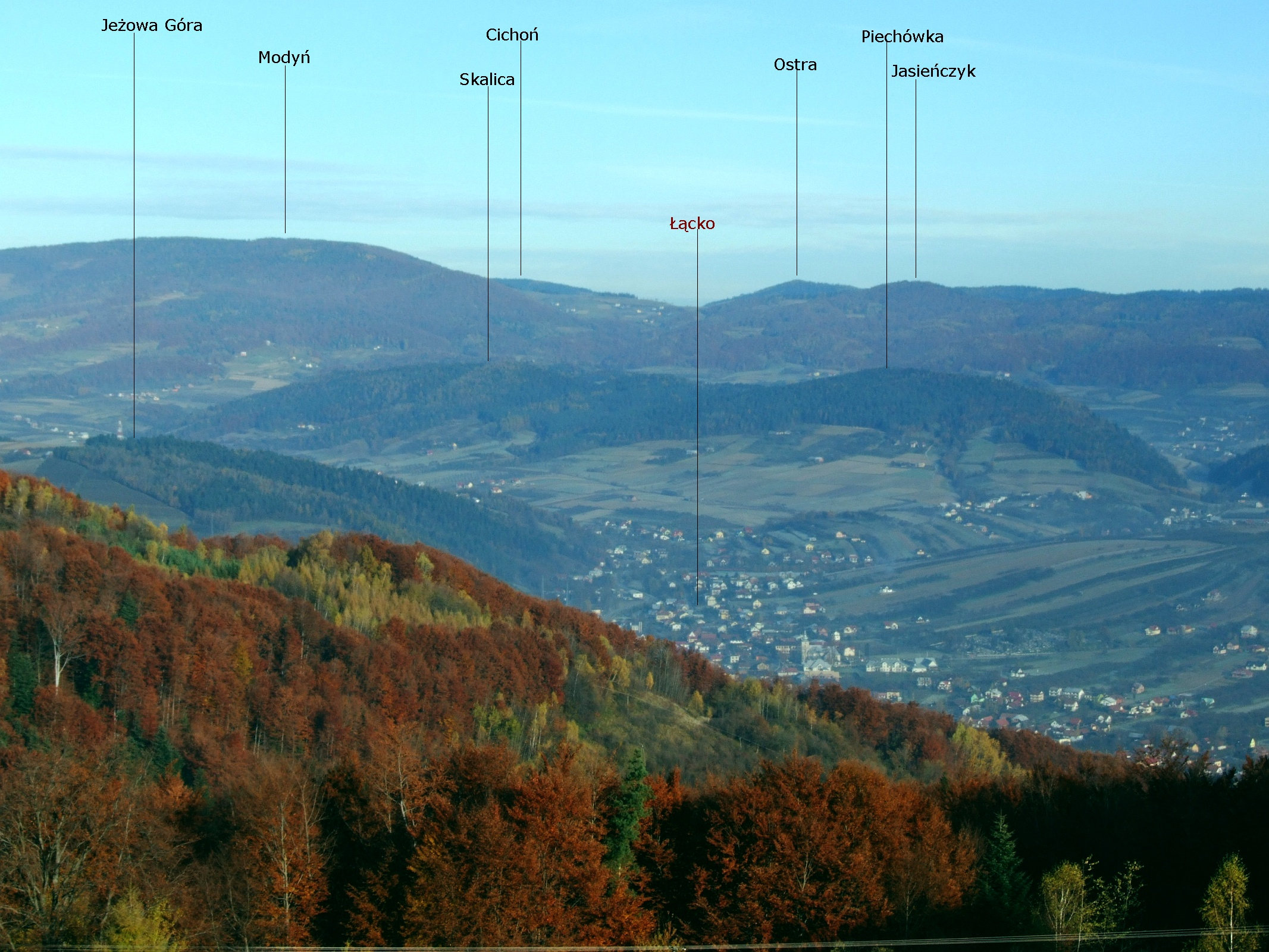
Widok na Skalicę z Cebulówki